# Ујка Вања
Ујка Вања (рус. Дядя Ваня) је трагикомедија коју је написао руски писац Антон Чехов. Први пут је објављена 1897, а прво приказивање је било 1899. године под руководством Константина Станиславског.
Радња драме се одвија у забити руских пространстава у селу, на спахијском имању Серебрјакова. Ова лирско психолошка драма осликава морбидну и монотону атмосферу једне породице и описује основна осећања, осећања обичних људи, без икаквих заплета и расплета.

## Ликови
- Серебрјаков, Александар Владимирович — професор универзитета у пензији који је дошао са својом младом женом Јеленом да живи на имању своје прве жене зато што више нема довољно новца да живи у граду. Веома је себичан и саможив и други му нису битни. По цео дан седи у свом кабинету и чита и вечито се жали на своје несреће. Има жељу да прода имање како би имао довољно пара да се врати да живи у граду.
- Јелена Андрејевна — Серебрјакова друга жена која има 27 година. Веома несрећна зато што има старог и досадног мужа. Она теши Серебрјакова да ће и она ускоро бити стара, али она не жели брзо да остари и пати због тога што нема неког млађег мужа. Помирила се са статичним, монотоним животом без икаквих амбиција да то промени.
- Софија Александровна (Соња) — Серебрјакова ћерка из првог брака и најнесрећнији лик у драми. Осећајна и племенита и увек помаже другима. Недељама није желела да прича са Јеленом зато што мисли да се она удала за њеног оца само из користи.
- Војницки, Иван Петрович (ујка Вања) — има 47 година и већ 25 година ради за Серебрјакова, несрећан због тога што му је цео живот промашен, као и због тога што се није остварио као породичан човек. Разочаран тиме што Серебрјаков жели да прода имање јер је то једино што он може назвати кућом. Зна да је већ касно да промени живот, због тога се и опија, пун је љутње и беса и заљубљен је у Јелену.
- Астров, Михаило Љвович — лекар који се 10 година пре тога доселио ту да ради. Има живот испуњен радом,воли природу и ужива у њој и она му представља једино задовољство. Не воли људе у провинцији за које мисли да су непросвећени, глупи и прљави и не посвећује им се. Зна да је Соња заљубљена у њега, али не жели ништа са њом.
- Телегин, Иља Иљич — води се логиком да ко изневери жену или мужа да је неверник, да тај може да изневери и отаџбину. Његова жена је после свадбе побегла од њега са човеком ког је волела. Оне је и даље воли, помаже јој, дао јој је имање и школује децу која нису његова.[4]

## Радња

### Први чин
Радња почиње пред кућом, за столом у летњиковцу. Време дешавања радње је око три сата по подне. Упознајемо се са породичном атмосфером у кући ујка Вање као и са ликовима. О Астрову сазнајемо: у тај крај је дошао као лекар пре десет година. Незадовољан је животом, живот га је поразио: ништа не жели, ништа му не треба и никога не воли. Једино воли природу, шуме, и критички гледа на руског човека и његову заосталост. Ујка Вања је некада учио и радио, сада само спава и једе, сав је потонуо у нерад и чамотињу, иако има само 47 година.
О Серебрјакову сазнајемо да је био професор уметности, иако је не познаје најбоље. Сада је пензионер, тврдица и пун неке зависти. Оженио се младом и лепом Јеленом која чами поред њега, утрнулих чула и успаваних жеља. Свима њима живот се показује као „досадан, глуп и прљав”. Односе у кући карактеришу: мржња, љубомора, завист и међусобна нетрпељивост која стално варира — јавља се слабијим и јачим интензитетом. Суштину тих односа најбоље ће изразити Јелена у једној реченици, обраћајући се ујка Вањи: „Несрећа је у овој кући. Ваша мати не воли никога осим својих брошура и професора; професор је нервозан, мени не верује, вас се боји; Соња се срди на оца, срди се на мене и не говори са мном, ево, већ две недеље; ви не трпите мога мужа и отворено презирете своју мајку; ја нервозна, и данас сам двадесет пута заплакала… Несрећа је у овој кући”.

### Други чин
Радња се сада везује за унутрашњи простор куће Серебрјакова, а време дешавања је пола један после поноћи. Разговарају Јелена и Серебрјаков, а он се открива као сујетан човек који воли успех и славу: „Целога живота радити за науку, навикнути се на свој кабинет, на слушаоницу, на уважене другове — и одједном, неочекивано, обрести се у овој костурници, виђати сваки дан глупе људе, слушати безначајне разговоре… Ја хоћу да живим, ја волим успех, волим славу, хук, а овде — као на робији”. Он је обузет само својом личношћу, па је свуда истиче и тражи од других да га дворе и у свему се саживљавају са њим. Јелена му угађа и саучествује у његовим старачким патњама и боловима. Соња не воли оца, Серебрјакова, и то постаје очигледно. Ујка Вања незадовољан је собом и својим животом, исповеда и себе и свој однос према Серебрјакову, али и своју заљубљеност у Јелену. Астров постаје доминантан лик у драми. Овде се упознајемо са његовим погледом на живот, на сељаке, на интелигенцију, на властити живот и лепоту као најдоминантнији смисао сваког трајања: „Остарео сам, нарадио се, искварио, осећања ми отупела, и чини ми се да се више не бих могао приљубити уз човека. Ја никога не волим и… нећу волети. Оно што ме још загрева, је лепота. Према лепоти нисам равнодушан”. Разговор између Соње и Јелене о Астрову наговештава да је Соња заљубљена у њега, али да тај исти Астров њу не примећује. Његова пажња се устремљује према Јелени, као што је и ујка Вања окренут њеној лепоти. Међутим ни једног тренутка не развија се заплет наговештене љубави Вања — Јелена или Соња — Астров, нити пак долази до дубље везе између Астрова и Јелене, иако се она интересује за њега и у њему види ретког човека, достојног љубави.

### Трећи чин
Соба и кућна атмосфера. Време дешавања радње је један сат после подне, али је доста времена прошло, јер Јелена Андрејевна, у уводном разговору са Соњом каже: „Већ је септембар…”. У том истом разговору са Јеленом нескривено исказује љубав према Астрову. Астров и Јелена разговарају о сељацима, о уништавању природе и перспективи трајања, али и о љубави Соње према Астрову. Не кријући, Астров говори о својој равнодушности према Соњи, уз напомену „да ја је поштујем”. Наравно, он је заинтересован за Јеленину лепоту, али не са неким посебним поштовањем, јер та лепота није комплексна, нема ону унутрашњу пуноћу, него је у извесном смислу и банализована. Јер, како другачије схватити ове речи: „Лепа, маљава кунице… Вама су потребне жртве! Ево, ја већ месец дана ништа не радим, напустио сам све, жудно тражим вас — и вама се то страшно допада, страшно”… У завршном делу долази до дијалога и сукоба између Серебрјакова и ујка Вање. Серебрјаков, егоистичан и грамзив, хтео би да прода и разгради посед ујка Вање, на шта ујка Вања реагује нервозно, бучно и агресивно: пуца из пиштоља на њега, али се све добро завршава. Трећи чин делује као општи бродолом: Серебрјаков није успео да прода имање и да се домогне новца; ујка Вања пуца у њега, али га не убија; Соња губи наду да ће се удати за Астрова, а зближење између Астрова и Јелене престаје оног тренутка када је и започело.

### Четврти чин
Радња овог чина догађа се увече, у исти дан кад и радња претходног чина. Соба ујка Вање. Ујка Вања се исповеда: „Срамота ме… Како да проживим те године? Шта да радим, чиме да их испуним?.. Реци ми како да почнем, од чега да почнем?”… Астров износи своје мишљење: „Тај живот је својим трулим испарењем отровао нашу крв и ми смо постали онако гадни као и сви”. Опраштајући се од Јелене, каже јој: „Заразили сте нас својим беспосличењем… Кад бисте остали, згариште би било огромно”. Јелена и Серебрјаков одлазе. Одлази и Астров, а ујка Вања и Соња остају сами, са закључком самих актера да ће се вратити првобитном животу и одморити од свега.
Последња сцена заправо приказује стање у кући пре доласка Серебрјакова и Јелене Андрејевне: укућани раде, свако свој посао. Ипак, долазак и одлазак гостију пореметили су њихову мотивацију: драма се завршава увођењем хришћанског мотива трпљења, зарад радости у вечном животу. Пре спуштања завесе, Соња (између осталог) каже Војницком: „Јадни, јадни ујка Вања, ти плачеш (Кроз сузе). Ти у свом животу ниси знао за радости, али стрпи се, ујка Вања, стрпи се… Одморићемо се”